# The Way of the Red Man
The Way of the Red Man è un cortometraggio muto del 1910 diretto da Otis Turner.

## Produzione
Il film fu prodotto dalla Selig Polyscope Company.

## Distribuzione
Distribuito dalla General Film Company, il film - un cortometraggio in una bobina - uscì nelle sale cinematografiche degli Stati Uniti il 7 luglio 1910.